# 대전광역시의 민속문화재
대전광역시의 민속문화재는 민속문화재 중에서 대전광역시 내에 있는 문화재를 의미한다.

## 지정 목록
| 번호 | 사진 | 명칭                                     | 소재지                      | 관리자 (단체)      | 지정일                | 참조 |
| 1호  |      | 법동석장승 (法洞石長牲)                  | 대전 대덕구 법동 77-8, 95-2 | 대덕구             | 1989년 3월 18일 지정  |      |
| 2호  |      | 송용억가옥 (宋容億家屋)                  | 대전 대덕구 계족산로 107    | 송수완             | 1989년 3월 18일 지정  |      |
| 3호  |      | 무수동산신제 동계첩 (無愁洞山神祭洞契帖) | 대전 중구 운남로 37번길 66  | 무수동산신제보존회 | 2011년 10월 28일 지정 |      |